# История осады Лиссабона
«История осады Лиссабона» (порт. História do Cerco de Lisboa) — роман португальского писателя Жозе Сарамаго, впервые опубликованный в 1989 году. В романе Сарамаго бросает вызов общепринятым одномерным интерпретациям исторических событий, которые сосредоточены лишь на королях и битвах, и требует более плюралистического подхода, учитывающего индивидуальные мотивы поведения отдельных личностей, а также роль случая в формировании истории.

## Сюжет

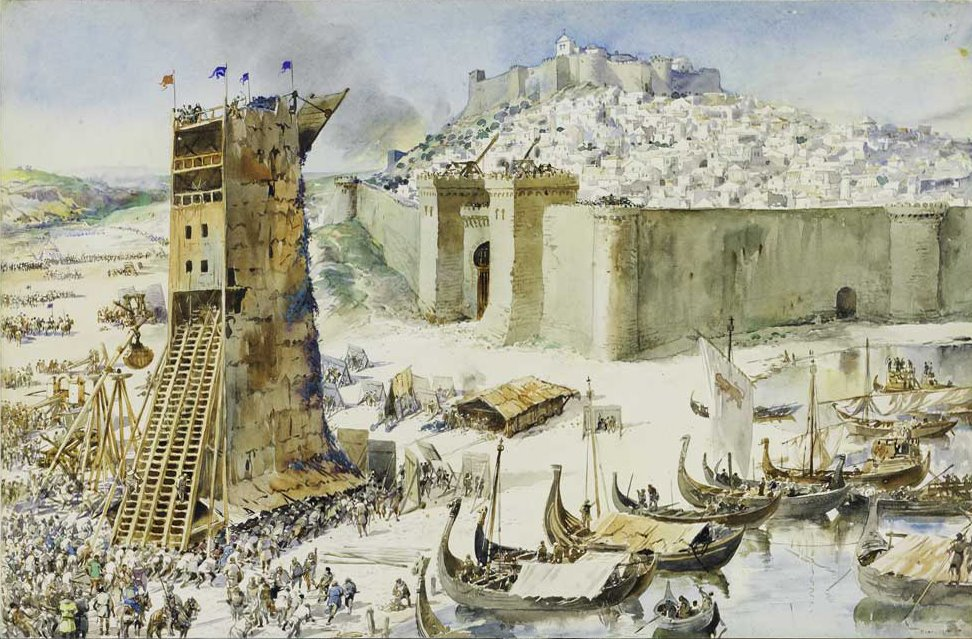
Штурм Лиссабона. Картина Альфредо Гамейро Роке (1917)

Сюжет романа многослоен. Раймунду Силва, работающий корректором в литературном издательстве, получает для редактуры книгу под названием «История осады Лиссабона» и решает изменить значение ключевого предложения, вставив в текст слово «не». Исправленный текст теперь утверждает, что крестоносцы НЕ помогали португальскому королю во взятии Лиссабона. Это имеет последствия как для самого Силвы, так и для истории в целом. Вторая сюжетная линия — альтернативный рассказ Сарамаго об осаде города в стиле исторического романа. Сюжет также включает в себя любовную линию между Раймунду Силвой и его руководителем, редактором Марией Сарой, а также открытие Силвой на склоне лет своего воображения и способности испытывать желание и страсть. На других уровнях это также роман об акте письма и процессе публикации, сдобренный множественными комическими комментариями по поводу извечных человеческих слабостей.

## Критика
Kirkus Reviews охарактеризовал роман как «блестяще забавную метапрозу о нестабильности истории и реальности, предполагаемой художественной литературой» и назвал его лучшим произведением Сарамаго на сегодняшний день.

«Сарамаго изящно перемещается между миром заново изобретённого прошлого и негероическим миром настоящего, в котором приятные фантазии Раймунду постоянно прерываются приступами голода и звонками телефонов».
В рецензии для The New York Times Эдмунд Уайт писал:

«Я нашел линию ухаживания двух корректоров самым убедительным и ярким аспектом романа. […] Остальная часть текста порой может показаться незначительной, хотя автор разбрасывает множество намёков на то, что он вполне уверен в своих парафразах и отступлениях. В какой-то момент он говорит нам, что рассказ может состоять из 10 слов, или из 100, или из 100 000 — что каждый рассказ, по сути, бесконечно растяжим. Он в шутку ссылается на свою многословность, которая отличается от настоящей напыщенности тем, что никогда не бывает скучной или лишённой юмора».

## Отношение к Реконкисте
Как отмечает израильский рецензент Ноам Левинхоф, основная тема книги — оценка Сарамаго Реконкисты, центрального элемента в истории Португалии (а также Испании), и повторного завоевания Лиссабона христианами с последующим превращением его в столицу Португалии.
Главный герой Силва, который, как можно предположить, является альтер-эго самого Сарамаго, очень неоднозначен в своем отношении к этому вопросу. С одной стороны, он португалец по национальности и, хотя и не очень религиозен, является частью многовековой португальской христианской культуры. Он хорошо понимает, что без завоевания Лиссабона Португалия, какой мы её знаем, никогда бы не возникла, и в одном отрывке он заявляет, что ему не хотелось бы жить «в городе мавров».
С другой стороны, будучи лиссабонцем, и, в частности, жителем Старого города, который был мавританским и выдержал христианскую осаду, он очень симпатизирует мавританскому населению Лиссабона, которое подверглось нападению жестокой армии завоевателей, голодавших во время осады так, что были вынуждены есть собак (о чём неоднократно упоминается в книге), и учинивших резню, когда город пал. Один из способов частичного примирения этих двух противоположных точек зрения в романе — португальский воин-христианин, носящий арабское имя, второстепенный персонаж книги.
Левинхоф сравнил неоднозначное отношение Сарамаго к завоеванию мусульманского Лиссабона и превращению его в христианский город с отношением многих израильтян к завоеванию арабских городов во время израильской войны за независимость.